# Кікукава Ейдзан
Кікукава Ейдзан (1787 — 17 липня 1867) — японський художник, письменник періоду Едо. Засновник школи Кікукава.

## Життєпис
Походив з роду митців. Син Кікукава Ейдзі, художника зі школи Кано. Народився 1787 року в Едо. Спочатку навчався малювання у батька. Потім став учнем Судзукі Нанрея, представника школи Мараяма-сідзьо. Пізніше, під впливом свого друга Тотоя Хоккея, учня Кацусіка Хокусая, захопився укійо-е. На всю подальшу творчість Ейдзана сильний вплив мали Кітаґава Утамаро і Тойокуні.
З 1804 став незалежним художником. Він був відомий і як власник майстерні, що виготовляла штучні квіти з паперу і шовку. Після 1829 року звернулася до літератури, писав, ілюстрував книги. загалом в цей час став автор близько 20 творів. У 1830-х роках роботи художника були дуже популярними. Його творча манера привернула багато учнів і послідовників, і він став засновником художньої династії Кікукава. Помер в Едо 1867 року.

## Творчість
Спочатку наслідував стилям Кано, Сідзьо і Утамаро. Зрештою поступово розвинув свій, яскраво індивідуальний стиль, який був еклектикою тогочасних стилів. Його пізні роботи вражають дивовижною красою і вишуканою простотою малярської манери. Спочатку створював гравюри у жанрі якуся-е (зображення акторів) і сурімоно (вітальні мініатюри). Сучасники високо цінували його сурімоно, в 1810—1820 роках він був серйозним суперником Хокусая. Згодом переважно працював в жанрі бідзінга (зображення красунь), а також сюнґа.
Героїні художника — витончені, кокетливі і трохи манірні у своїй витонченій грації красуні. Улюблений прийом художника — зображення куртизанок на тлі легких напівпрозорих перегородок (сьодзі), крізь які, наче в тіньовому театрі, проступають силуети бенкетуючих гостей. Стан смутку і самотності дівчат, виражене при цьому, мовби посилюються близьким, але водночас чужим їх серцю, веселощами. Образ ідеальної елегантності втілений художником у композиціях, в назви яких входить японське слово «фурюу» («модний, сучасний, з прекрасним смаком»), де красуні змагаються один з одним в розкішному вбранні і вишуканих зачісках. Неодмінний атрибут багатьох його картин — орнамент з квітів і листя хризантем. Він перегукується з прізвищем майстра і знаний як «орнамент Кікукава», оскільки «кіку» японською значить «хризантема». Кікукава Ейдзан один з перших почав випускати подвійні і потрійні гравюри вертикального формату з портретами красунь в повний зріст. Відомим є цикл «Жінки в різні години», триптіх «Три красуні», серія «Звичаї Асакуса».

## Характер
Схильність до ексцентрики і всякого роду примх була властива Кікукава Ейдзану настільки, що виділяла його серед неординарних особистостей творчої богеми та не менш ексцентричних художників міста Едо.